# Vivsea, Cemerivți
Vivsea (în ucraineană Вівся) este localitatea de reședință a comunei Vivsea din raionul Cemerivți, regiunea Hmelnîțkîi, Ucraina.

## Demografie
Componența lingvistică a localității Vivsea
     Ucraineană (99,42%)
     Alte limbi (0,47%)
Conform recensământului din 2001, majoritatea populației localității Vivsea era vorbitoare de ucraineană (99,42%), existând în minoritate și vorbitori de alte limbi.